# Dodekanészosz
A dodekanéz szigetek, másként Dodekanészosz-szigetcsoport (újgörögül Δωδεκάνησα [Dodekánisza], vagy Δωδεκάνησος [Dodekániszosz], törökül Onikiada, olaszul Dodecaneso) egy szigetcsoport az Égei-tenger délkeleti részén, Görögországban. Közigazgatásilag a Dél-Égei-szigetek régióhoz tartozik. Nevének jelentése: tucatnyi sziget, mivel a szigetcsoport 12 nagyobb, és mintegy 150 kisebb szigetből áll, amelyek közül összesen 26 lakott. A legismertebb és legnagyobb a szigetek közül Rodosz.

## A 12 fősziget
|  | - Rodosz - Kosz - Pátmosz - Asztipalea - Kalimnosz - Kárpáthosz - Kaszosz - Lérosz - Niszirosz - Szími - Tilosz - Kasztelórizo |